# Erich Ferstl
Erich Rudolf Ferstl (* 4. Mai 1934
in München) ist ein deutscher Filmmusik-Komponist, der zunächst als Jazzmusiker aktiv war.

## Biografie
Ferstl ist der Sohn des Musikers und Komponisten Emil Ferstl, studierte Klavier, Violine, Gitarre sowie Komposition. Als Interpret und als Filmkomponist war er an zahlreichen Produktionen beteiligt. Mit der Musik zu der 13-teiligen Fernsehserie Üb immer Treu nach Möglichkeit wurde er 1966 einem größeren Publikum bekannt.
Neben Kompositionen für Film- und Fernsehproduktionen veröffentlichte er mehrere Schallplatten mit unterschiedlicher Musik und trat bei zahlreichen Anlässen auf. Er spielte im Duo mit Joe Viera Jazz und trat 1962 und 1964 auf dem Deutschen Jazzfestival Frankfurt auf. 1965 machte er zusammen mit der Sängerin Elena Cardas eine Tournee durch den Vorderen Orient. Für Esther Ofarim arbeitete er als Arrangeur und Produzent.
In den 1970er Jahren schrieb er die Filmmusik zu vier Simmel-Verfilmungen und für mehrere Fernsehserien, darunter die Titelmelodie zu Der Bastian.
Für Andrea Wagner komponierte er zahlreiche Kinderlieder – so auch für die Fernsehsendereihe Kli-Kla-Klawitter.
Ferstls Sohn Henrik Ferstl ist ebenfalls Musiker.

## Filmografie (Auswahl)
- 1962: Hütet eure Töchter!
- 1966: Üb immer Treu nach Möglichkeit (Fernsehserie)
- 1967: Der sanfte Lauf
- 1967: Im Busch von Mexiko (Fernsehserie)
- 1967: Wilder Reiter GmbH
- 1967: Der Tod läuft hinterher (Straßenfeger)
- 1968: Die goldene Pille
- 1968: Mit Eichenlaub und Feigenblatt
- 1969: Asche des Sieges
- 1969: Die Konferenz der Tiere
- 1969: Die Reise nach Tilsit
- 1970: Triadisches Ballett (Rekonstruktion 1970)
- 1970: Heißer Sand
- 1971: Und Jimmy ging zum Regenbogen
- 1971: Liebe ist nur ein Wort
- 1972: Der Bastian (Fernsehserie)
- 1972: Alpha Alpha (Fernsehserie)
- 1972: Fußballtrainer Wulff (Fernsehserie)
- 1972: Augsburger Puppenkiste: Wir Schildbürger (Fernsehserie)
- 1972: Und der Regen verwischt jede Spur
- 1973: Tod auf der Themse
- 1973: Alle Menschen werden Brüder
- 1974: Die Antwort kennt nur der Wind
- 1975: Autoverleih Pistulla
- 1976: Whispering Death – „Der flüsternde Tod“
- 1976: Mond Mond Mond (Fernsehserie)
- 1977: Drei sind einer zuviel (Fernsehserie)
- 1978: Ein Mann will nach oben (Fernsehserie)
- 1978: Der Mann im Schilf
- 1978: Tatort – Der Mann auf dem Hochsitz
- 1979: Der Thronfolger – Die harten Jugendjahre von Friedrich dem Großen (Cameo-Auftritt als Musiklehrer)
- 1979: Nathan der Weise
- 1981: Tatort – Usambaraveilchen
- 1982: Randale
- 1982: Tatort – Tod auf dem Rastplatz
- Der Kommissar (mehrere Folgen)
- Derrick (zwei Folgen)
- Der kleine Doktor (sieben Folgen)

## Auszeichnungen
1967: Bundesfilmpreis für die Musik in Wilder Reiter GmbH

## Diskografie
- Film- und Fernsehmelodien von Erich Ferstl, Colosseum CST 8090.2
- Guitarresque, INMUS B000ICMENG

## Bücher
- Erich Ferstl: Die Schule des Jazz. Nymphenburger, München 1963.
- Erich Ferstl, Hans-Jürgen Winkler: Jazz für jedermann. Südwest Verl., München 1961.